# Евн
Евн (лат. Eunus, II століття до н. е. — 132 до н. е.) — раб з Апамеї (Сирія), очолював Перше Сицилійське повстання рабів (136—132 рр. до н. е.), яке відбувалося в місті Енна. Згодом взяв собі ім'я Антіох (це ім'я носили сирійські царі з династії Селевкідів). Своїх же послідовників, яких було близько 70 тисяч, він називав «сирійцями».

## Про особу
Евн був вихідцем із Сирії і перебував на Сицилії в рабстві. Сицилія давно була класичною рабовласницькою країною і кількість невольників там була така, що багато хто просто в це не вірили.
така кількість рабів переповнила всю Сицилію, що ті хто чули про це не вірили і вважали це перебільшенням
Багато легенд ходило навколо постаті Евна. Вважається, ніби він мав схильність до магії. Він стверджував, що передбачає майбутнє за божественним навіюванням уві сні, і тому така риса його таланту обдурила багатьох. Виходячи з цього, він не тільки видавав пророцтва за допомогою сновидінь, але навіть стверджував, що божества являлись йому під час неспання і він чув майбутнє з їх власних уст. З його численних імпровізацій деякі випадково виявилися правдою, і оскільки невдалі не зазнали сумніву, ті, які справдилися, звернули на себе увагу, і його слава швидко розрослася. Нарешті, за допомогою якогось пристрою, перебуваючи в стані одержимості божеством, він витягував вогонь і іскри з рота, і таким чином в маренні давав пророцтва про майбутні події.

## Повстання

### Причини
Після Пунічних війн Сицилія почала нормально розвиватися (до того це була просто колонія, з якої забирали природні та людські ресурси). Сицилійці почали багатіти та купувати рабів. Тепер Сицилія стала ними просто переповнена.
Господарі до своїх рабів ставилися дуже погано. Молодих людей вони використовували як пастухів, інших такими способами, щоб вони виявилися корисними. Але вони зверталися з ними жорстоко і видавали найубогіше жалування, тільки найнеобхідніший мінімум їжі та одягу. В результаті більшість з них добували засоби до існування розбоєм, і повсюдно траплялися кровопролиття, оскільки розбійники були подібні розсіяним зграй солдатів. Намісники намагалися з цим боротися, проте так як розбійники були власників багатих землевласників, то вони дуже не хотіли вступати з тими в конфлікт. Більша частина землевласників були вершниками, котрі в цей період мали посади в судах.
Раби, задавлені своїми стражданнями, часто терплять свавілля і биті понад усяку міру, не могли винести їх звернення. Зібравшись разом, коли випадала нагода, вони обговорювали можливість повстання, поки, нарешті, вони не реалізовані плани в дію.

### Початок повстання
І був чоловік Дамофіл з Енни, чоловік був дуже багатий, але з жорстокою вдачею; він надзвичайно погано ставився до своїх рабів, а його дружина Мегалла навіть змагалася з чоловіком в покаранні рабів і в звичайному нелюдське ставлення до них. Раби, доведені таким принижуючим гідність поводженням як до тварин, вчинили змову з метою бунту і вбивства своїх господарів. Прийшовши до Евна вони запитали його, чи є їх рішучість бажаної богам. Він, звернувшись до своїх звичайних ритуалів, обіцяв їм милість богів, а незабаром умовив їх діяти негайно.Негайно вони зібрали разом чотириста своїх товаришів-рабів і, озброївшись тим, що було під рукою обрушилися на місто Енна з Евном на чолі, що вивергав чудове полум'я заради своєї вигоди. Згодом до них долучилось багато інших. Раби жорстоко покарали своїх пригноблювачів, і залишили тільки доньку Домофіла і дружини, бо «в міру своїх сил вона завжди проявляла співчуття і готовність допомогти рабам». Евна назначили царем, але не за свою відвагу, а за створені ним чудеса, які і побудили повстанців до дій.
Ставши головнокомандувачем повстанців, він скликав збори і піддав смерті усіх громадян в Еннах, за винятком зброярів: їх він закував в ланцюги і роздав їм завдання. Він віддав Мегаллу (дружину Дамофіла) в служниці, як раби і просили; вони піддали її тортурам і скинули в прірву. Сам він убив своїх власних господарів. Одягнувши діадему на голову, і увібравшись у пишне царський вбрання, він проголосив свою дружину царицею (вона була землячкою-сирійка і з того ж міста), і призначив в царську раду таких людей, як здавалося, обдарованих високим розумом. Через три дні Евн озброїв як міг більше шести тисяч чоловік, крім того інші з його послідовників мали тільки сокири та сікачі, або пращі, або серпи, або загартовані на вогні кілки, або навіть кухонні вертіла; і пішов по окрузі, розорюючи місцевість. Тоді, оскільки він поповнився великою кількістю рабів, він наважувався навіть на бій з римськими полководцями, і по вступі в бій неодноразово долав їх за рахунок своєї переваги в чисельності, бо тепер у нього було понад десять тисяч солдатів.
В іншому місті головнокомандувачем став інший раб Клеон, кілікієць, і попри те, що римляни сподівалися на те, що обидві групи почнують воювати між собою, Клеон підпорядкував себе Евну і став одним з його командирів. Повстанці розбили багатьох римських полководців і слава про Сицилійське повстання рабів облетіла весь Рим. В інших містах також почали розгортатись повстання. Проте в самому місті Енні, де почалось повстання, з'являлися проблеми. На Сицилію був відправлений Публій Рупілій, якому все ж таки вдалося, за допомогою зради одного з повсталих, отримати перемогу і приборкати повстання. Він захопив усі міста і тримав жителів у нужді та голоді. Клеон намагався ще боротися, проте його було вбито. Евн «прихопивши з собою охоронців, тисячу осіб, біг чином негідним чоловіка в гірську область».

## Смерть Евна
Після того, як цар втік, його охоронці обезголовили одне одного, оскільки боялися, що Рупілій їх жорстоко покарає. Самого Евна, чудотворця і царя, який через боягузтво знайшов притулок в якійсь печері, витягли з чотирма іншими: кухарем, пекарем, людиною, яка робила йому масаж в лазні, і четвертим, в чиї обов'язки входило розважати його на бенкетах. Повернутий до в'язниці, де його зжерли воші, він зустрів такий кінець, який покладався за його шахрайство, і помер в Моргантіні (в Плутарха написано, що в Римі).
Слідом за тим Рупілій пройшов всю Сицилію з невеликим добірним військом, і раніше, ніж можна було очікувати, позбавив її від всіх без винятку розбійницьких гнізд. Ніде не було такого великого повстання, окрім Сицилії. Внаслідок нього було вбито багато чоловіків і жінок. Повстання також показало недієздатність римської армії, а також загрозу для Риму з боку рабів.